# Marton (Kumbria)
Marton – przysiółek w Anglii, w Kumbrii. Leży 80.4 km od miasta Carlisle i 362.2 km od Londynu. Marton jest wspomniana w Domesday Book (1086) jako Meretun.